# First Division 2012-2013 (Hong Kong)
La Hong Kong First Division League 2012-2013 è la 101ª edizione della massima competizione calcistica nazionale per club di Hong Kong, la squadra campione in carica è il Kitchee Sports Club.

## Personalità
| Squadra                | Presidente      | Allenatore     | Capitano           |
| ---------------------- | --------------- | -------------- | ------------------ |
| Rangers                | Mok Yiu Keung   | Goran Paulić   | Leung Hing Kit     |
| Citizen                | Pui Kwan Kay    | Chu Kwok Kuen  | Festus Baise       |
| Kitchee                | Ken Ng          | Josep Gombau   | Chu Siu Kei        |
| South China            | Steven Lo       | Liu Chun Fai   | Chan Wai Ho        |
| Southern District      | Wong Ling Sun   | Fung Hoi Man   | Wisdom Fofo Agbo   |
| Sunray Cave JC Sun Hei | Chow Man Leung  | Tim Bredbury   | Roberto            |
| Sun Pegasus            | Cheng Ting Kong | Chan Ho Yin    | Ng Wai Chiu        |
| Tuen Mun               | Lau Wong Fat    | Yan Lik Kin    | Li Haiqiang        |
| Wofoo Tai Po           | Cheung Hok Ming | Cheung Po Chun | Chan Yuk Chi       |
| Yokohama FC Hong Kong  | Hiroshi Onodera | Lee Chi Kin    | Tsuyoshi Yoshitake |

## Classifica
|                      | Pos. | Squadra           | Pt | G  | V  | N | P | GF | GS | DR  |
| -------------------- | ---- | ----------------- | -- | -- | -- | - | - | -- | -- | --- |
| Hong Kong (bandiera) | 1.   | South China       | 36 | 18 | 11 | 3 | 4 | 46 | 21 | +25 |
|                      | 2.   | Kitchee           | 32 | 18 | 9  | 5 | 4 | 39 | 23 | +16 |
|                      | 3.   | Tuen Mun          | 28 | 18 | 8  | 4 | 6 | 29 | 31 | -2  |
|                      | 4.   | Southern District | 24 | 18 | 6  | 6 | 6 | 24 | 27 | -3  |
|                      | 5.   | TSW Pegasus       | 21 | 18 | 4  | 9 | 5 | 35 | 29 | +6  |
|                      | 6.   | Biu Chun Rangers  | 20 | 18 | 5  | 5 | 8 | 32 | 52 | -20 |
|                      | 7.   | Sun Hei           | 20 | 18 | 4  | 8 | 6 | 26 | 33 | -7  |
|                      | 8.   | Citizen           | 20 | 18 | 5  | 5 | 8 | 31 | 27 | +4  |
|                      | 9.   | Yokohama FC H.K.  | 20 | 18 | 4  | 8 | 6 | 25 | 34 | -9  |
|                      | 10.  | Tai Po            | 19 | 18 | 4  | 7 | 7 | 34 | 44 | -10 |

Legenda:

      Campione di Hong Kong e ammessa alla Coppa dell'AFC 2014
      Ammessa ai play-off per la Coppa dell'AFC 2014
      Retrocesse in Hong Kong Second Division League 2013-2014
Note:

Tre punti a vittoria, uno a pareggio, zero a sconfitta.
Tai Po:retrocessi in Second Division ma anche qualificata ai play-off per l'AFC Cup come vincitrice della Hong Kong Senior Challenge Shield

## Posizione per giornata

### Classifica in divenire
| Team/Turno        |    |    |    |    |    |    |    |    |    |     |     |     |     |     |     |     |     |     |
| Team/Turno        | 1ª | 2ª | 3ª | 4ª | 5ª | 6ª | 7ª | 8ª | 9ª | 10ª | 11ª | 12ª | 13ª | 14ª | 15ª | 16ª | 17ª | 18ª |
| ----------------- | -- | -- | -- | -- | -- | -- | -- | -- | -- | --- | --- | --- | --- | --- | --- | --- | --- | --- |
| South China       | 1  | 3  | 2  | 1  | 1  | 2  | 2  | 1  | 1  | 1   | 1   | 1   | 1   | 1   | 1   | 1   | 1   | 1   |
| Biu Chun Rangers  | 3  | 2  | 4  | 4  | 3  | 4  | 3  | 3  | 4  | 4   | 4   | 4   | 4   | 4   | 5   | 5   | 5   | 6   |
| Kitchee           | 2  | 1  | 1  | 2  | 2  | 1  | 1  | 2  | 2  | 2   | 2   | 2   | 2   | 2   | 2   | 2   | 2   | 2   |
| Tuen Mun          | 7  | 4  | 7  | 6  | 4  | 3  | 4  | 4  | 3  | 3   | 3   | 3   | 3   | 3   | 3   | 3   | 3   | 3   |
| Yokohama FC H.K.  | 9  | 5  | 3  | 3  | 5  | 6  | 7  | 6  | 6  | 6   | 7   | 6   | 7   | 6   | 6   | 6   | 6   | 9   |
| TSW Pegasus       | 5  | 7  | 6  | 7  | 6  | 7  | 5  | 8  | 8  | 8   | 8   | 9   | 5   | 7   | 7   | 8   | 7   | 5   |
| Tai Po            | 4  | 6  | 5  | 5  | 7  | 8  | 8  | 9  | 9  | 9   | 9   | 8   | 8   | 8   | 9   | 7   | 8   | 10  |
| Citizen           | 6  | 8  | 8  | 8  | 8  | 5  | 6  | 5  | 5  | 5   | 6   | 7   | 8   | 10  | 8   | 9   | 10  | 8   |
| Sun Hei           | 10 | 9  | 9  | 9  | 9  | 9  | 10 | 10 | 10 | 10  | 10  | 10  | 10  | 9   | 10  | 10  | 9   | 7   |
| Southern District | 8  | 10 | 10 | 10 | 10 | 10 | 9  | 7  | 7  | 7   | 5   | 5   | 6   | 5   | 4   | 4   | 4   | 4   |

Legenda:

      Campione di Hong Kong e ammessa alla Coppa dell'AFC 2014

      Secondo classificato e ammessa ai play-off per la Coppa dell'AFC 2014

      Terzo classificato ai play-off per la Coppa dell'AFC 2014
      Retrocessa in Hong Kong Second Division League 2013-2014

## Play-off per l'AFC Cup
La seconda e terza classificata in campionato partecipano ad un mini torneo ad eliminazione diretta insieme con i vincitori della Hong Kong FA Cup e della Hong Kong Senior Challenge Shield. La squadra che vincerà questo torneo parteciperà alla Coppa dell'AFC 2014

### Squadre qualificate
- Tai Po (vincitore Hong Kong Senior Challenge Shield)
- Kitchee (vincitore Hong Kong FA Cup)
- Tuen Mun (3ª classificata in campionato)
- Southern District (4ª classificata in campionato, qualificato visto che il Kitchee ha vinto la FA Cup ed era automaticamente qualificata)

### Tabellone
|  | Semi-finali       | Semi-finali       | Semi-finali |          |         | Finale  | Finale | Finale |  |
|  |                   |                   |             |          |         |         |        |        |  |
|  | Kitchee           | Kitchee           | 2           |          |         |         |        |        |  |
|  | Kitchee           | Kitchee           | 2           |          |         |         |        |        |  |
|  | Southern District | Southern District | 0           |          |         |         |        |        |  |
|  | Southern District | Southern District | 0           |          | Kitchee | Kitchee | 3      |        |  |
|  |                   |                   |             |          | Kitchee | Kitchee | 3      |        |  |
|  |                   |                   | Tuen Mun    | Tuen Mun | 0       |         |        |        |  |
|  | Tuen Mun          | Tuen Mun          | Tuen Mun    | Tuen Mun | 0       | 2       |        |        |  |
|  | Tuen Mun          | Tuen Mun          |             |          |         |         |        |        |  |
|  | Tai Po            | Tai Po            | 1           |          |         |         |        |        |  |